# Felix Roxas y Fernandez

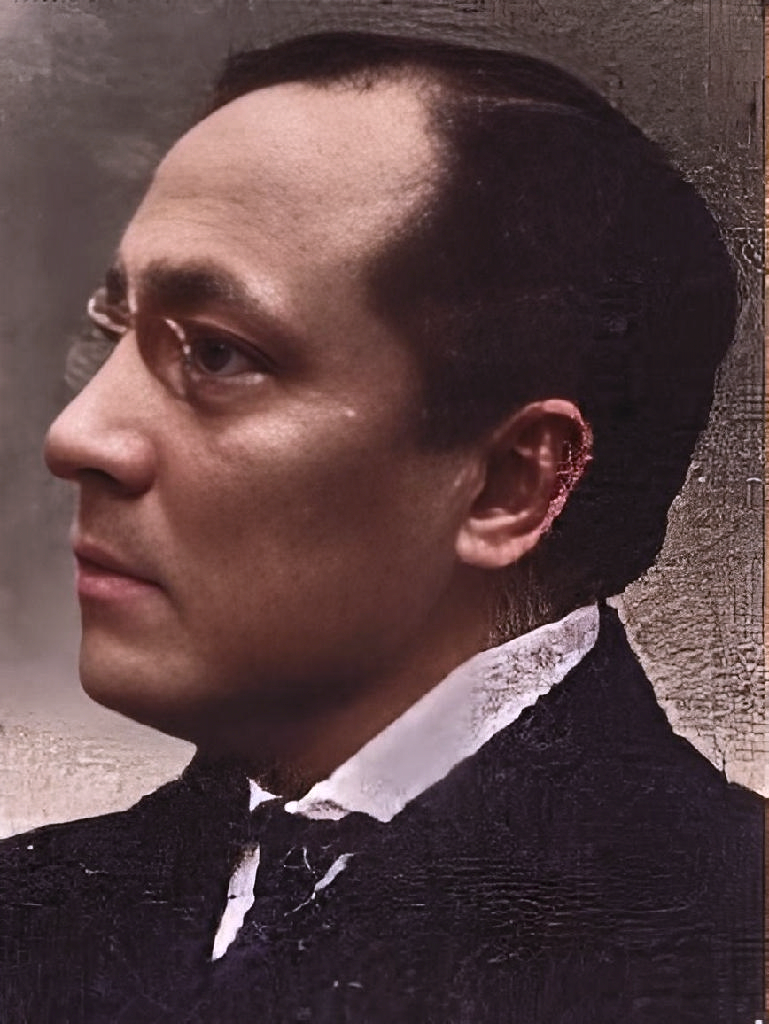
Felix Roxas y Fernandez

Felix Maria Roxas y Fernandez (Manilla, 7 november 1863 – 1936) was een Filipijns politicus en rechter. Roxas was van 1905 tot 1917 burgemeester van de Filipijnse hoofdstad Manilla.

## Biografie
Felix Roxas werd geboren op 7 november 1863 in Manilla. Zijn ouders waren architect Felix Roxas y Arroyo en Concepcion "Concha" Fernandez. Roxas volgde van 1875 tot 1881 een opleiding aan het Ateneo Municipal de Manila en studeerde daarna aan de Escuela Especial de Ingenieros de Caminos in Madrid. In 1884 behaalde Roxas een bachelor-diploma rechten aan de University of Santo Tomas.
Roxas was van 1901 tot 1902 (militair) gouverneur van de provincie Batangas. In deze periode, kort na de Filipijnse revolutie, hield hij zich bezig met het pacificeren van de provincie. In 1901 werd hij tevens benoemd tot rechter van het Court of First Instance. En in 1903 volgde een benoeming tot rechter van het Court of Customs Appeals. Twee jaar later werd Roxas door de Amerikanen aangesteld als burgemeester van Manilla. Deze functie bekleedde hij tot 1917. Naast zijn functie als burgemeester was hij tevens enige tijd directeur van de bank of the Philippine Islands. Ook was Roxas vanaf 1907 professor romeins recht aan de University of Santo Tomas. Van 1926 tot 1936 schreef Roxas voor de Spaanse krant El Debate
Felix Roxas overleed in 1936. Hij was getrouwd met Carmen Moreno Lacalle en kreeg met haar een dochter. Roxas was een neef van schilder Felipe Roxas, de broer van zijn vader Felix Roxas.

## Bron
- C.W. Rosenstock, Rosenstock's Press Reference Library, Philippine ed., Manilla (1913)